# Ken Dodd
Sir Kenneth Arthur Dodd (Liverpool, 8 november 1927 - aldaar, 11 maart 2018) was een Britse zanger, acteur, entertainer en buikspreker.

## Jeugd
Nadat Dodd zich al tijdens zijn vroege jeugd als entertainer onderscheidde voor medescholieren en vrienden, solliciteerde hij als 13-jarige bij een Liverpools theater als danser en kreeg de rol.

## Carrière
Na afsluiting van zijn schoolperiode werkte hij vooreerst in de kolenzaak van zijn vader, voordat hij als vertegenwoordiger van potten en pannen aan de slag ging in zijn geboorteplaats. Daarnaast trad hij als soloartiest op in verschillende clubs en maakte hij hiervan zijn beroep in 1954. Hij studeerde de theorieën, die filosofen als Freud, Kant en Schopenhauer over het lachen bepleitten en observeerde zeer precies de reacties van het publiek op zijn grappen. Aansluitend perfectioneerde hij zijn optredens om een zo perfect mogelijke voorstelling te kunnen bieden.
Binnen de kortste keren werd Dodd een sterkomiek. Zijn handelsmerk waren zijn warrige haardos en zijn naar voren staande tanden, die hij had verzekerd voor 10.000 Engelse pond.
Daarnaast hield hij zich steeds weer bezig als zanger van romantische balladen. Sinds november 1962 werd hij door de op balladen gespecialiseerde Norman Newell geproduceerd. In augustus 1965 had hij zijn grootste succes met de nummer 1-hit en miljoenenseller Tears, dat Frank Capano en Billy Uhr al in 1929 hadden geschreven voor Rudy Vallee. Van Tears werden meer dan twee miljoen exemplaren verkocht en telde de single daardoor in het Verenigd Koninkrijk tot de best verkochte single aller tijden. Ze overtrof commercieel zelfs tijdens de beatgolf de Beatles-hit Help!. Dodd plaatste van 1960 tot in de jaren 1980 regelmatig songs in de Britse hitlijst.
Daarnaast hield Dodd zich ook bezig met het goochelen en in het bijzonder met buikspreken. In 1955 trad hij op met een overeenkomstige opvoering in de Britse Paul Daniels-Magic Show. In 2010 werd hij benoemd tot ere-president van de Britse goochelaarsvereniging Blackpool Magicians Club.
In 2017 werd Dodd door de Britse koningin bevorderd tot Knight Bachelor. Hij woonde zijn gehele leven in Liverpool, waar hij ook overleed.

## Overlijden
Ken Dodd overleed in maart 2018 op 90-jarige leeftijd.

## Discografie

### Singles
- 1960: Love Is Like a Violin
- 1964: Eight by Ten
- 1965: Tears
- 1965: The River
- 1966: Promises
- 1966: More Than Love
- 1967: Let Me Cry on Your Shoulder
- 1969: Tears Won’t Wash Away My Heartache
- 1970: Broken Hearted
- 1971: When Love Comes Around
- 1975: (Think of Me) Wherever You Are
- 1981: Hold My Hand

- Gemeinsame Normdatei: 130525332
- International Standard Name Identifier: 0000 0003 8593 4541
- Library of Congress Control Number: n77012729
- MusicBrainz: 1632e145-800c-47da-b2a4-bdde648a73fa
- Nationale Bibliotheek van Tsjechië: xx0045985
- Virtual International Authority File: 85590071
- WorldCat: E39PBJtRQKrymk7yTm7vkrmw4q